# Paolo Carbone
Paolo Carbone (Bari, 1º giugno 1938 – Roma, 15 giugno 2007) è stato un giornalista e conduttore radiofonico italiano.

## Biografia
Nato e cresciuto a Bari, laureato in giurisprudenza, ha vissuto per lungo tempo a Roma, dove ha iniziato la sua carriera giornalistica negli anni sessanta, carriera che si è svolta interamente alla Rai. Su RadioUno ha collaborato per quindici anni al programma sportivo Tutto il calcio minuto per minuto, come inviato speciale e radiocronista. La competenza calcistica e la facilità di espressione, ne hanno fatto uno dei radiocronisti più apprezzati del programma. Su RadioDue si è occupato dei programmi Domenica Sport e La schedina, come curatore e conduttore. Ha lavorato anche in televisione, per due anni, nel programma Domenica Sprint, su Rai 2.
Nel 1994, era stato scelto come conduttore di GR2 Radiogiorno, alternandosi saltuariamente con i colleghi Flavio Mucciante e Giancarlo Mingoli. Noto come storico del calcio, ha costruito un archivio statistico tra i più completi in assoluto, grazie al quale ha pubblicato la storia enciclopedica del calcio italiano.
Negli ultimi tempi, pur essendo già in pensione, ha continuato a collaborare con alcune riviste periodiche e siti web di carattere sportivo. 
Paolo Carbone è deceduto improvvisamente, nella sua abitazione di Roma, per un arresto cardiaco, nel giugno 2007 all'età di 69 anni. 
| Controllo di autorità | VIAF (EN) 90387864 · ISNI (EN) 0000 0001 1076 036X · SBN UBOV870851 · LCCN (EN) n2001107540 · J9U (EN, HE) 987007374380905171 |